# Меморіал Тарасові Шевченку (Вашингтон)
Меморіал Тарасові Шевченку (англ. Taras Shevchenko Memorial) — історичний монумент, розташований у Вашингтоні в районі площі Дюпон-серкл на П-стріт. Меморіал складається з бронзової статуї на гранітному постаменті, поруч із якою розміщена пам'ятна стела із рельєфом. Висота меморіалу становить 7 метрів (24 фути), вага — 45 тонн. Монумент є одним із багатьох пам'яток американської столиці, створених на честь іноземних героїв, що стали символами боротьби за свободу в рідних країнах. Меморіал присвячений українському поету та живописцю Тарасу Шевченку, який здійснив колосальний вплив на сучасну українську літературу та розвиток української національної свідомості.
В комітет, що займався зведенням монументу, входили багато відомих особистостей, зокрема колишній президент США Гаррі Трумен на правах почесного голови. Ідея спорудження пам'ятника Тарасу Шевченку знайшла прихильний відгук серед української діаспори США. Редакція газети The Washington Post навіть опублікувала ряд критичних статей. Однак, це не завадило святковому відкриттю пам'ятки, яке відбулось 1964 року й було приурочено до 150-річчя з дня народження Великого Кобзаря. Головним гостем урочистої церемонії, що зібрала численних представників української діаспори, членів Конгресу США та голлівудських акторів, став колишній американський президент Дуайт Ейзенхауер.
Над пам'ятником працювали канадський скульптор українського походження Лео Мол та архітектор Радослав Жук. Іншим монументом, що присвячений історії України в столиці США, став Меморіал жертвам українського Голодомору-Геноциду 1932—1933 років, відкритий у 2015. Наразі Меморіал Тараса Шевченка та парк, що оточує його, перебуває на утриманні федерального уряду США.

## Історія створення

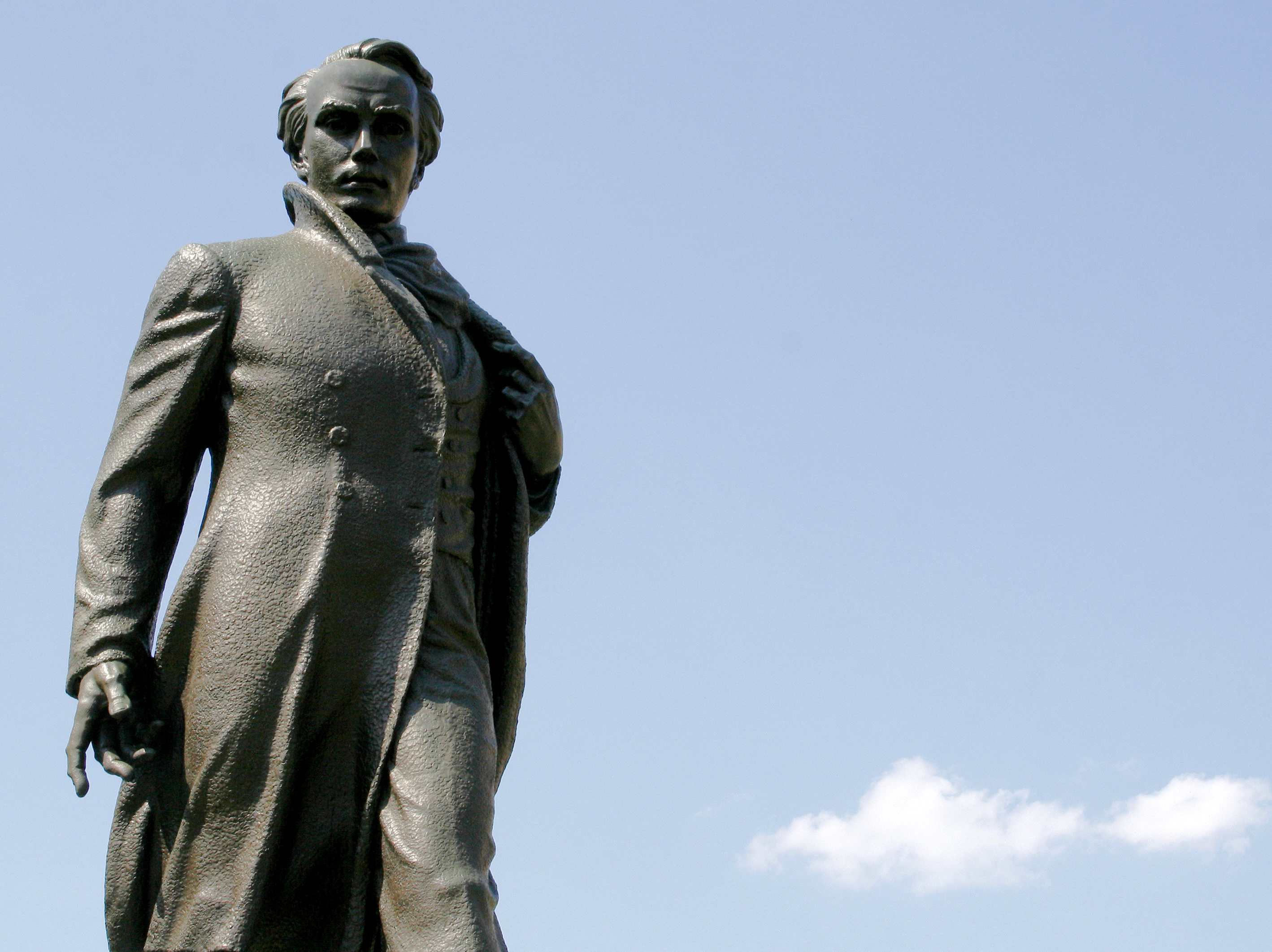
Молодий, модно вдягнений та «рішучий» — у СРСР не було жодного подібного пам'ятника Шевченку

### Передісторія
Перше на американській землі Товариство імені Шевченка (засноване 1898 року в Пенсильванії) поставило собі за мету побудувати пам'ятник «найбільшому синові України-Руси». Тоді не вдалося зробити задумане. Початок здійсненню задуму поклала опублікована 1956 року на шпальтах нью-йоркської газети «Свобода» стаття професора Івана Дубровського «За пам'ятник Т. Г. Шевченку у Вашингтоні». Автор зауважив, що до цієї справи мають взятися Українське наукове товариство ім. Т. Г. Шевченка та Український конгресовий комітет Америки (УККА). У вересні 1960-го за ініціативою голови останнього, Льва Добрянського, було створено Комітет пам'ятника Шевченка. Його очолили президент Головної ради наукових товариств імені Шевченка Роман Смаль-Стоцький, президент Української вільної академії наук у США Юрій Шевельов та Лев Добрянський.
Крім провідників української діаспори, до справи залучилося чимало американських українців, які надсилали листи на Капітолійський пагороб. Підтримували спорудження також республіканці сенатор Джекоб Джевітс та конгресмен Елвін Бентлі.
У червні 1960 року резолюцію одностайно схвалила палата представників, а в серпні, напередодні закінчення сесії Конгресу, також одноголосно — сенат. 13 вересня її скріпив підписом президент Дуайт Ейзенхауер, і вона набула чинності як публічний закон 86-749.

### Спротив будівництву
Вибір Шевченка як об'єкта для скульптурного зображення розкритикувався. Противники зведення пам'ятника, у тому числі редколегія газети The Washington Post, стверджували, що український поет, «відомий лише декільком американцям», є «ідолом радянської комуністичної партії», а також «антисемітом та полонофобом». У редакційних статтях The Washington Post пропонований меморіал називали «пам'ятником невігластву», «пам'ятником роз'єднаності та взаємним звинуваченням серед американців», зусилля ініціаторів його встановлення — образливими для американців з російськими, німецькими, польсько-католицькими, єврейськими і навіть власне українськими коренями. А самі вони звинувачувалися в намірі використовувати його як «тупу зброю інформаційної холодної війни проти Радянського Союзу». Після першої різкої публікації редакцію The Washington Post наповнили листи від розгніваних читачів, у тому числі від членів Конгресу.
Протести проти будівництва монумента не стихли навіть тоді, коли 21 вересня 1963 року церемонію закладення фундаменту в центрі Вашингтона відвідало понад дві тисячі людей. У листопаді того ж року до зупинки будівництва закликав один із членів Національної комісії з планування столиці, яка мала затвердити проект пам'ятника відповідно до резолюції Конгресу. Наступного місяця секретар із внутрішніх справ Стюарт Юдалл заявив, що хоче переглянути плани щодо зведення меморіалу. Спроби зірвати будівництво зрештою не здобули успіху, коли планувальники столиці заявили, що їм не вистачає повноважень для того, щоб зупинити зведення статуї.
Спочатку чиновники із Радянського Союзу були проти зведення меморіалу. Але врешті-решт радянський уряд погодився з проектом і через своє посольство звернувся до Меморіального комітету Шевченка з проханням дозволити радянським представникам взяти участь у відкритті меморіалу. Примітно, що за 17 днів до відкриття меморіалу, 10 червня 1964 року, перший секретар ЦК КПРС Микита Хрущов, який став того ж року лауреатом Шевченківської премії, відкрив пам'ятник Шевченку в Москві.

### Спорудження та відкриття
Початково існувала ідея залучити до створення Олександра Архипенка, однак домовитись не вийшло і 1961 року все ж організовано конкурс. Журі складалось із 11 осіб: П. Андрусіва, В. Міяковського, Д. Горняткевича, А. Малюци, А. Осадци і У. Самчука, Г. Д. Клерка, Дональда де Лю, Роберта Б. Гейла, Е. П. Дженевейна, Еріка Ларсена. З-посеред 17 проєктів було обрано проєкт Леоніда Молодожанина. Дорадником і автором розпланування площі був архітектор Радослав Жук.
Попри всі спроби противників монументу, у квітні 1963 року мистецька комісія американської столиці затвердила запропонований проєкт пам'ятника та оформлення майдану в цілому. Відкриття відбулося 27 червня 1964 року. В ньому взяли участь 100 тис. осіб, делегації з Канади, Аргентини, Бразилії, Великої Британії, Німеччини, Франції, Бельгії, Австралії. Були присутні представники уряду США та посли закордонних держав. Президент Дуайт Ейзенхауер, відкриваючи монумент Тарасові Шевченку, назвав його героєм України: «Він запалить тут новий світовий рух […] невпинний рух до незалежності й волі всіх народів і всіх поневолених націй у світі».
Вашингтонський меморіал став четвертим пам'ятником Шевченку на північноамериканському континенті. Перед цим пам'ятники з'явились (у хронологічному порядку) у Клівленді, Кергонксоні та Вінніпегу.

## Напис на монументі
Цей монумент Тарасові Шевченку, українському поету XIX століття і борцю за незалежність України та за свободу всього людства, який під іноземною російською імперіалістичною тиранією та колоніальним правлінням звертався до Вашингтона з його «новим і праведним законом», було відкрито 27 червня 1964 року…
Оригінальний текст (англ.)
[DEDICATED TO
THE LIBERATION, FREEDOM AND
INDEPENDENCE OF ALL CAPTIVE NATIONS
THIS MONUMENT OF TARAS SHEVCHENKO, 19TH
CENTURY UKRAINIAN POET AND FIGHTER FOR
INDEPENDENCE OF UKRAINE AND THE FREEDOM
OF ALL MANKIND, WHO UNDER FOREIGN RUSSIAN
IMPERIALIST TYRANY AND COLONIAL RULE
APPEALED FOR "THE NEW AND RIGHTEOUS LAW OF
WASHINGTON," WAS UNVEILED ON JUNE 27, 1964.
THIS HISTORIC EVENT COMMEMORATED THE
150TH ANNIVERSARY OF SHEVCHENKO'S BIRTH.
THE MEMORIAL WAS AUTHORIZED BY THE 86TH
CONGRESS OF THE UNITED STATES OF AMERICA
ON AUGUST 31, 1960, AND SIGNED INTO PUBLIC
LAW 86-749 BY DWIGHT D. EISENHOWER, THE 34TH
PRESIDENT OF THE UNITED STATES OF AMERICA,
ON SEPTEMBER 13, 1960. THE STATUE WAS ERECTED
BY AMERICANS OF UKRAINIAN ANCESTRY AND FRIENDS.] Помилка: {{Lang}}: не вказано код мови (допомога)